# Arrondissement de Wirsitz
L'arrondissement de Wirsitz existe de 1816 à 1920 dans le district de Bromberg dans la province prussienne de Posnanie. Le siège de l'administration de l'arrondissement est la ville de Wirsitz. Le territoire de l'arrondissement se trouve à la limite nord de la province de Posnanie, au nord de la Netze et appartient aujourd'hui aux powiats polonais de Piła dans la voïvodie de Grande-Pologne et de Nakło dans la voïvodie de Couïavie-Poméranie. De 1939 à 1945, il y a un autre arrondissement de Wirsitz dans la Pologne occupée par l'Allemagne dans le cadre du Reichsgau de Dantzig Prusse-Occidentale.

## Géographie

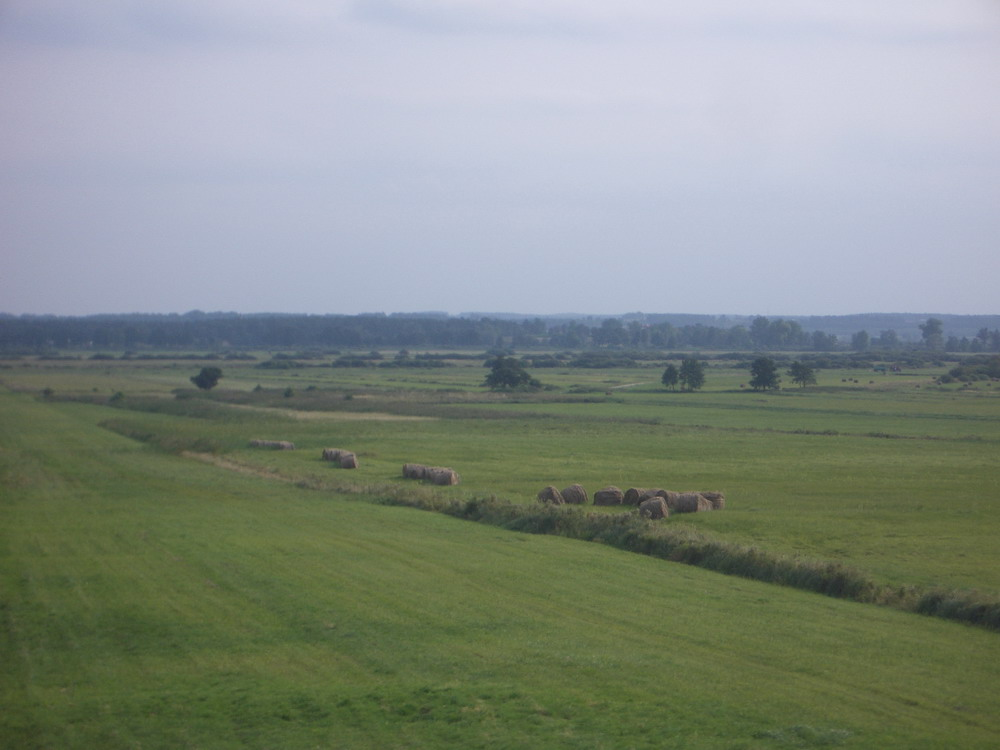
La vallée des réseaux entre Nakel et Slesin

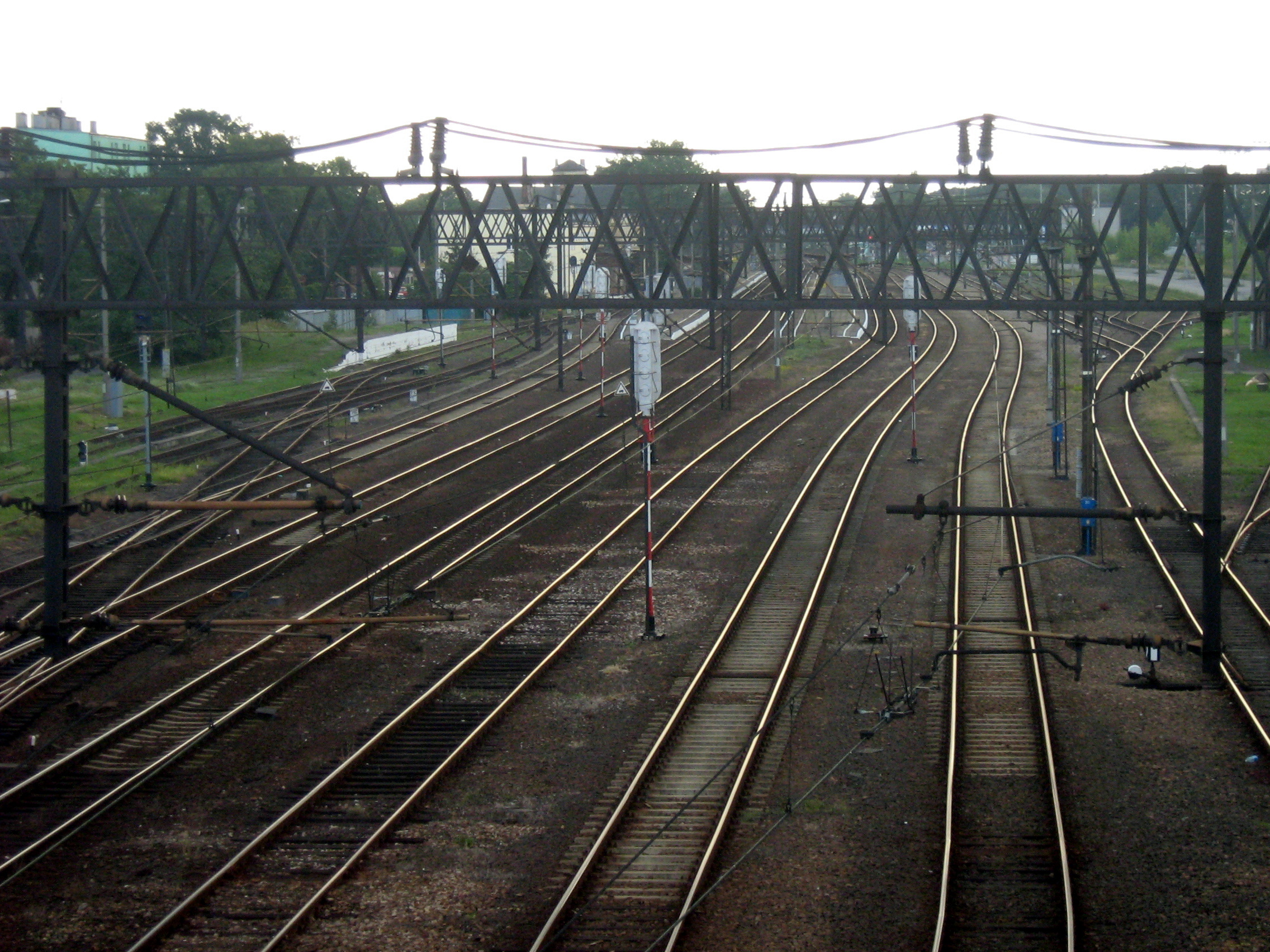
Installations ferroviaires à Nakel

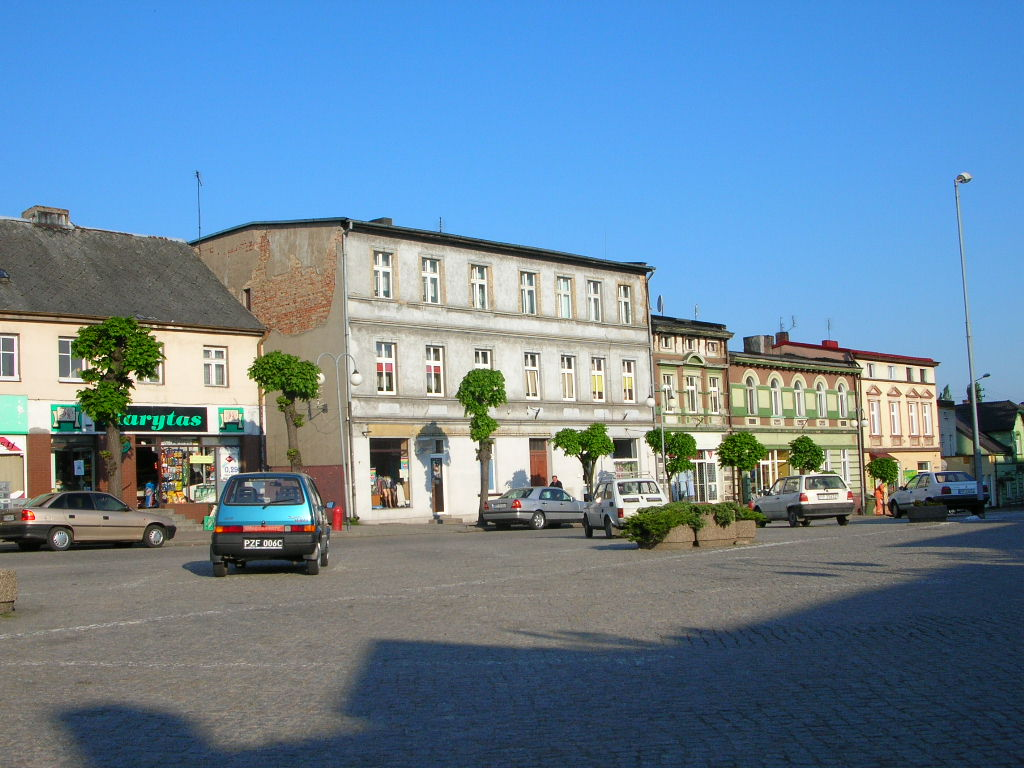
Place du marché de Wirsitz

Le territoire de l'arrondissement se trouve au nord de la province de Posnanie, entre les villes de Bromberg et Schneidemühl. Le chemin de fer prussien de l'Est relie ces villes dans une direction est-ouest et constitue l'une des voies de transport les plus importantes de l'Allemagne de l'Est. À Nakel, le chemin de fer de l'Est possède une gare importante dans l'arrondissement, avec des liaisons avec d'autres lignes. Une importante route de campagne part également de Schneidermühl via Wirsitz et Nakel jusqu'à Bromberg.
Ces voies de transport suivent la rivière Netze, un affluent de la Warta. Le canal de Bromberg, ouvert en 1774 et agrandi en 1917 pour des navires plus grands, s'étend de Nakel à Bromberg, qui représente une liaison maritime entre l'Oder et la Vistule, à travers laquelle le réseau devient également une importante voie de transport est-ouest. Ces voies de transport, si importantes pour le développement des territoires impériaux du nord-est, ainsi que leur situation à la frontière linguistique germano-polonaise, font du couloir entre Schnurmühl et Bromberg et donc aussi de l'arrondissement de Wirsitz une zone d'importance stratégique malgré sa prédominance structure économique et d’établissement rurale.
L'arrondissement de Wirsitz est bordé à l'ouest par l'arrondissement de Colmar-en-Posnanie (de) (jusqu'en 1877 arrondissement de Chodziesen), au sud par les arrondissements de Wongrowitz et Schubin et à l'est par l'arrondissement de Bromberg (de), qui appartiennent tous au district de Bromberg. Le voisin du nord est l'arrondissement de Flatow (de) dans la province de Prusse-Occidentale. En 1910, la superficie de l'arrondissement a une superficie de 1 062 km2.

## Histoire
Au Moyen Âge, le futur arrondissement se trouve à la frontière entre le duché polonais de Grande Pologne au sud et la Poméranie de la Vistule, qui fait temporairement partie de la Pologne mais temporairement indépendante. Selon la chronique de Gallus Anonymus, en 1113 « les Poméraniens remettent le Castrum Nakel aux Polonais ». Il reste avec la Grande Pologne pendant la période du Particularisme Polonais, du Royaume Restauré et de la République de Pologne-Lituanie.
Avec le premier partage de la Pologne en 1772, le territoire autour de la ville de Wirsitz est rattachée à la Prusse. Il appartient initialement essentiellement à l'arrondissement de Kamin (de) dans le district de la Netze, qui appartient à la province de Prusse-Occidentale depuis 1775,. Grâce à la paix de Tilsit entre la France de Napoléon, la Prusse et la Russie, la partie sud de l'arrondissement de Kamin devient une partie du duché de Varsovie nouvellement créé en 1807.

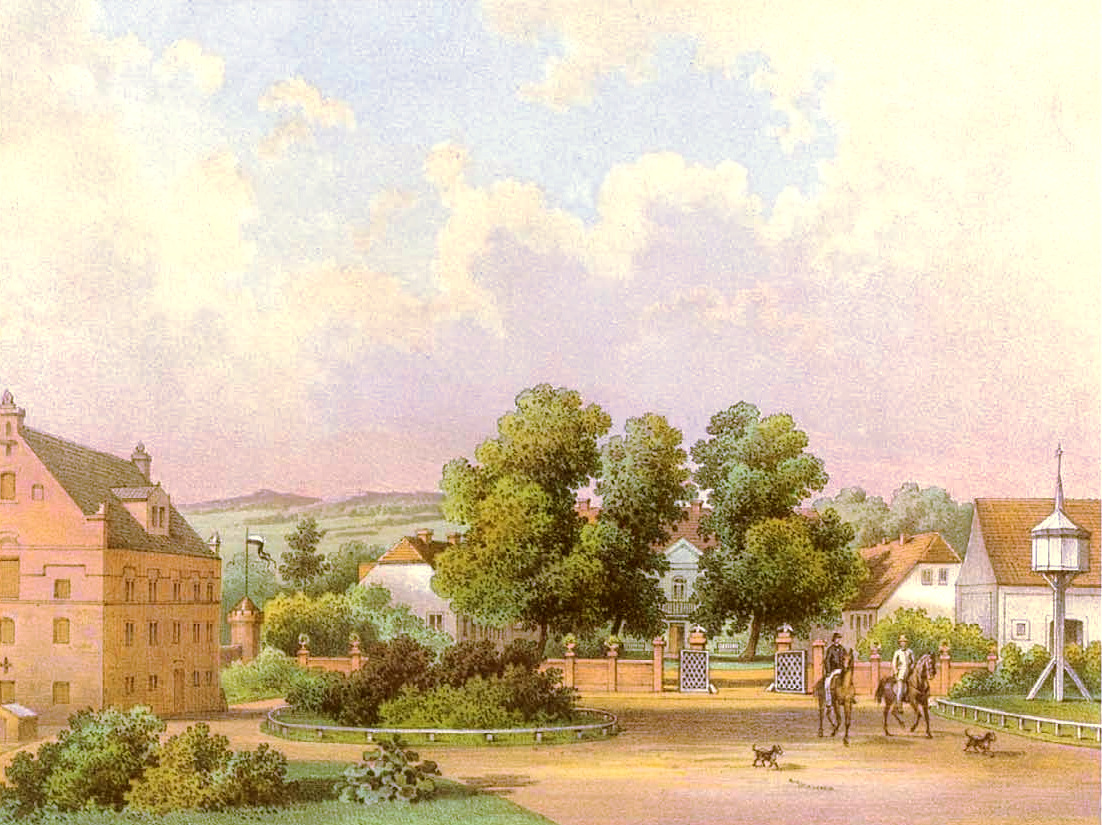
Manoir de Brostowo vers 1860, collection Alexander Duncker

Conformément aux accords du Congrès de Vienne, le royaume de Prusse récupère la totalité de l'ancien district de la Netze le 15 mai 1815 et créé l'arrondissement de Wirsitz le 1er juillet 1816,. Dans le cadre d'une autre réforme des arrondissements dans le district de Bromberg, le arrondissement de Wirsitz est réduit le 1er janvier 1818 et une partie de l'arrondissement avec la ville d'Exin tombe dans le nouveau arrondissement de Schubin. L'arrondissement de Wirsitz comprend désormais les villes de Lobsens, Miasteczko, Mrotschen, Nakel, Wirsitz et Wissek, les offices du domaine de Bialosliwe et Wirsitz, le bureau de Mrotschen et un grand nombre de domaines nobles. Le bureau de l'arrondissement se situe dans la ville de Wirsitz.
En tant que partie de la province de Posnanie, l'arrondissement devient partie intégrante du nouvel Empire allemand, tandis que les représentants polonais au nouveau Reichstag le 1er avril 1871.
Le 27 décembre 1918, le soulèvement de la majorité polonaise contre la domination allemande commence dans la province de Posnanie, mais l'arrondissement de Wirsitz, au nord de la Netze, reste sous contrôle allemand. Le 16 février 1919, un armistice met fin aux combats germano-polonais. La ligne de démarcation convenue laisse initialement l'arrondissement au sein de l' Empire allemand.
En raison des dispositions du traité de Versailles, le territoire de l'arrondissement doit être cédé à la Pologne le 28 juin 1919. Le 25 novembre 1919, l'Allemagne et la Pologne concluent un accord sur l'évacuation des autorités locales de l'État et la rétrocession des territoires à céder, qui est ratifié le 10 janvier 1920. La remise a lieu entre le 17 janvier et le 4 février 1920. Le arrondissement de Wirsitz devient le powiat polonais de Wyrzysk.
Le 1er avril 1938, l'arrondissement de Wyrzysk passe de la voïvodie de Grande-Pologne, qui correspond à l'ancienne province prussienne de Posnanie, à la voïvodie de Poméranie, qui correspond à l'ancienne province prussienne de Prusse-Occidentale

## Évolution de la démographie
| Année | Habitants | Source |
| ----- | --------- | ------ |
| 1818  | 24 617    | [ 15 ] |
| 1846  | 47 143    | [ 16 ] |
| 1871  | 57 132    | [ 17 ] |
| 1890  | 58 214    | [ 18 ] |
| 1900  | 61 889    | [ 18 ] |
| 1910  | 67 219    | [ 18 ] |

Sur les 58.214 habitants en 1890, 61 % sont allemands, 36 % polonais et 3 % juifs. Une partie des habitants allemands quitte la région après 1920. En 1931, 20,5 % de la population de l'arrondissement est encore allemande.

## Politique

### Administrateurs de l'arrondissement
- 1816–184300von Bukowiecki
- 1843–184900Alfred Alexander von Randow
- 1849–185000Karl Philipp Kühne[19],[20]
- 1850–186100Moritz von Lavergne-Peguilhen
- 1861–186200Rudolf Schoulz (de)
- 1862–186300Ferdinand von Viebahn (de)
- 1863–188200Emil Freymark (de)
- 1882–188300Carl von Puttkamer
- 1883–189500Rudolf Theodor Moehrs
- 1895–191100Gneomar von Wartensleben
- 1911–191500Magnus von Braun
- 1915–191700Karl von Buchka (de)
- 1917–191900Kurt von Stempel (de)

### Élections
Dans l'Empire allemand, l'arrondissement de Wirsitz appartient avec l'arrondissement de Schubin à la 2e circonscription du district de Bromberg au Reichstag. En raison de la composition ethnique de l'électorat, la circonscription est disputée entre des candidats allemands et polonais à toutes les élections du Reichstag. Les vainqueurs respectifs ne l'emportent toujours qu'avec une faible majorité.
- 187100Leo von Skorzewski (de), Parti polonais
- 187400Theodor von Bethmann-Hollweg (de), sans étiquette
- 187700Leo von Skorzewski, Parti polonais
- 187800Theodor von Bethmann-Hollweg, Parti conservateur libre
- 188100Leo von Skorzewski, Parti polonais
- 188400Leo von Skorzewski, Parti polonais
- 188700August Falckenberg (de), Parti national-libéral
- 189000Carl Martin Friedrich Poll (de), Parti national-libéral
- 189300Julius Ritter (de), Parti conservateur libre
- 189800Leon von Czarlinski (de), Parti polonais
- 190300Leon von Czarlinski, Parti polonais
- 190700Leon von Czarlinski, Parti polonais
- 191200Josef Kurzawski, Parti polonais

## Villes et communes
Avant la Première Guerre mondiale, l'arrondissement de Wirsitz comprend les villes et communes suivantes :
| - Adolfsdorf - Amfluß - Aniela - Arnswalde - Augustfelde - Baumgarten - Biegodzin - Bielawy - Birkenbruch - Bischofsthal - Blugowo - Bnin - Broniewo - Brückenkopf - Charlottenburg - Czarnum - Debenke - Dembowko - Deutsch Ruhden - Dobrzyniewo - Dronzno - Eichenhagen - Eichenrode - Eichfelde - Erlau - Ferguson - Friedheim, ville | - Friedrichsberg - Friedrichshorst - Grabau - Grenzdorf - Gromaden - Groß Dreidorf - Groß Elsingen - Groß Tonin - Groß Wissek - Grünfelde - Grünhausen - Güntergost - Heinrichsfelde - Hermannsdorf - Hoffmannsdorf - Hohenwalde - Jadwiga - Jaszkowo - Johannisburg - Kaisersdorf - Kaiserswalde - Karlsbach - Katharinendorf - Kazmierowo - Klafke - Klein Dreidorf - Klein Kostschin | - Klein Wissek - Kollin - Königsdorf - Konstantinowo - Kosztowo - Kraczke - Kunau - Lindenburg - Lindenwald - Lobsens, ville - Lodzia - Luchowo - Mierucin - Moschütz - Mrotschen, ville - Nakel, ville - Netzdorf - Netzthal - Niezychowko - Ostrowiec - Piesno - Polichno Hauland - Rosmin - Runowo - Sadki (pl) - Saxaren - Schloßberg | - Schönheim - Schönrode - Schönsee - Seeburg - Seeheim - Seethal - Stahren - Steinburg - Szczerbin - Topolla - Trzeciewnica - Valentinowo - Walddorf - Waldungen - Waltershausen - Weißenhöhe - Wertheim - Wiele - Wiesengrund - Wiesenthal - Wilhelmsdorf - Wirsitz, ville - Wissek, ville - Witzleben - Wolsko - Zabartowo - Zickwerder |

L'arrondissement comprend également de nombreux quartiers de domaine. Les communes et les districts de domaine sont regroupés en districts de police. Après 1871, plusieurs noms de lieux sont germanisés :
Bialosliwe → Weißenhöhe (1875)
Czarnum → Hohensee (1905)
Jaszkowo → Jaschkowo (1903/08)
Lodzia → Laubheim (1912)
Mierucin → Mierutschin (1908/10)
Ostrowiec → Ostrowitz (1905)

## Personnalités
- Franz Gustav Arndt (1842-1905), peintre né à Lobsens
- Wernher von Braun, ingénieur de fusée allemand et américain, né à Wirsitz en 1912
- Rudolf Bauer, artiste, né à Lindenwald en 1889

## Arrondissement de Wirsitz en Pologne occupée

### Histoire

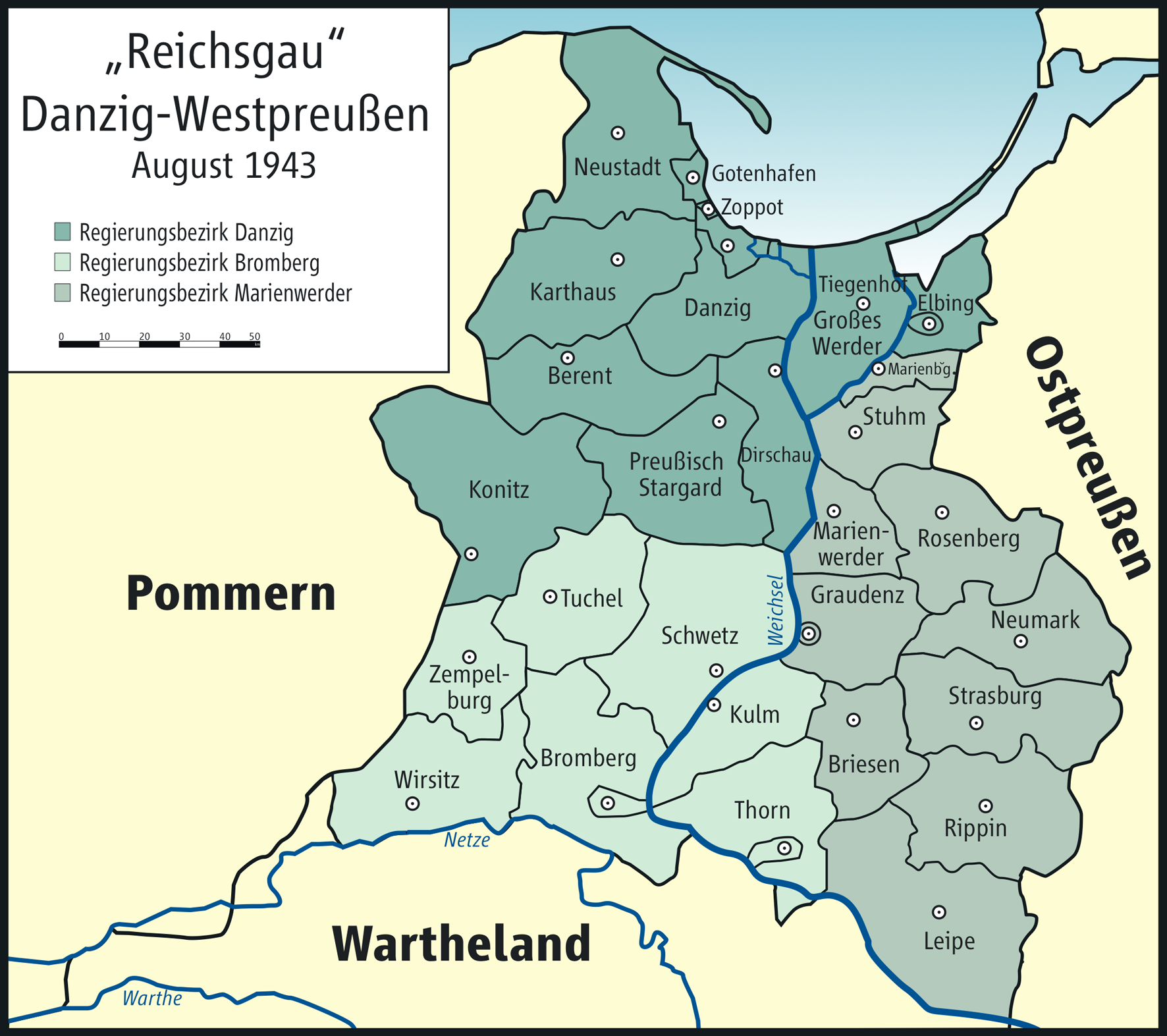
Reichsgau Dantzig-Prusse-Occidentale (août 1943)

Quelques jours après le début de la Seconde Guerre mondiale, le territoire de l'arrondissement, proche de la frontière et stratégiquement important en raison du tracé de la voie ferrée de l'Est est occupée par les troupes allemandes. Le 26 octobre 1939, la zone est annexée par le Reich allemand en violation du droit international et devient une partie du district de Bromberg (de) dans le Reichsgau de Dantzig Prusse-Occidentale sous le nom d'arrondissement de Wirsitz . Les 186 communes de l'arrondissement sont initialement regroupées en 16 districts administratifs. Le 1er avril 1942, le district de Nakel-Ville est désigné comme ville selon le code municipal allemand de 1935, tout comme les districts de Friedheim-Ville, Immenheim-Ville, Lobsens-Ville, Weißeck-Villeet Wirsitz-Ville le 1er avril 1943. Vers la fin de l'occupation, l'arrondissement se compose de six villes et de dix districts administratifs. La superficie de l'arrondissement a une superficie de 1162 km².
Avec l'invasion de l'Armée rouge en janvier 1945, l'occupation allemande prend fin et la région redevient rattachée à la Pologne.

### Administrateurs de l'arrondissement
- 1939–194000Albrecht Marbach
- 1940–194200Hans Alter
- 1942–000000Weber